# الغول (مكيراس)

تعديل مصدري - تعديل

الغول هي إحدى قرى عزلة مكيراس بمديرية مكيراس التابعة لمحافظة البيضاء، بلغ تعداد سكانها 90 نسمة حسب تعداد اليمن لعام 2004.